# Satyrus strandi
Satyrus strandi är en fjärilsart som beskrevs av Leo Andrejewitsch Sheljuzhko 1935. Satyrus strandi ingår i släktet Satyrus och familjen praktfjärilar. Inga underarter finns listade.